# Теорема Линделёфа о многограннике
Теорема Линделёфа о многограннике наименьшей площади при заданном объёме —  теорема, доказанная Лоренсом Линделёфом в 1869 году .

## Формулировка
Среди всех выпуклых многогранников трёхмерного евклидова пространства с данными направлениями граней и с данным объёмом наименьшую площадь поверхности имеет многогранник, описанный вокруг шара.

## Замечания
- Теорема доказана в 1869 году Леонардом Линделёфом — отцом знаменитого финского математика Эрнста Линделёфа, широко известного, например, как автора принципа Фрагмена — Линделёфа.

## Вариации и обобщения
- Теорема справедлива в евклидовом пространстве любой размерности большей или равной 2 и может быть выведена из неравенства Брунна — Минковского [3].
- На евклидовой плоскости аналогом теоремы Линделёфа о многограннике наименьшей площади при заданном объёме является следующая теорема Люилье:
  - Из всех выпуклых многоугольников, стороны которых имеют данное направление и периметр которых имеет заданную длину, наибольшую площадь имеет многоугольник, описанный вокруг окружности[4].